# CHAOS CITY
『CHAOS CITY』（カオス シティ）は、三代目 J SOUL BROTHERS from EXILE TRIBEのボーカル、RYUJI IMAICHIの3枚目のオリジナル・アルバムである。2021年7月21日にrhythm zoneから発売された。

## 概要
- 三代目 J SOUL BROTHERS from EXILE TRIBEのボーカル、今市隆二のソロ・プロジェクト。架空都市を舞台にしたプロジェクト第1弾[2]。
- 本作は、80'sをテーマに制作された全曲新曲で構成された。空山基のセクシーロボットをアイコンにした仮想都市「CHAOS CITY」を舞台として楽曲の物語を展開される[3]。
- ボーナス・トラックも含め、全9曲が新曲となっている、今市隆二はイントロ曲を除き全曲作詞を担当。
- 初回生産限定盤や通常盤、それにファンクラブ・オフィシャルモバイルショップ限定販売仕様など7形態での発売。

## 楽曲について
- FUTURE LOVERS

リード曲「FUTURE LOVERS」は、ロボットと人間による禁断の愛をテーマに描いた楽曲。空山基のセクシーロボットをイメージして歌詞を書いた。
- Talkin' bout love

1回目の緊急事態宣言時にはリモートで最初に作った楽曲。
- Highway to the moon

テーマは「トレンディ」。「月9」、「Can’t take my eyes off you」も入れたり、楽曲やMVには「J-WAVE」「81.3」などの要素が散りばめられている。
- オヤスミのくちづけ

テーマは「歌謡バラード」
- I'm just a man

2年前の夏に作った楽曲。制作のきっかけは今市の幼稚園からの幼馴染が結婚。
- THROWBACK pt.2

EXILEのデビュー曲「Your eyes only～曖昧なぼくの輪郭～」をサンプリング、2021年9月にEXILEが20周年をお祝いしたい気持ちでできあがった曲。

## 収録曲

### CD
1. INTRO 〜CHAOS CITY〜 (0:44)
  - 作曲：Chaki Zulu
2. FUTURE LOVERS (3:23)
  - 作詞：RYUJI IMAICHI, YVES&ADAMS、作曲：Matt Ermine
3. Talkin' bout love (3:35)
  - 作詞・作曲：RYUJI IMAICHI, YVES&ADAMS
4. Highway to the moon (4:00)
  - 作詞：RYUJI IMAICHI, YVES&ADAMS、作曲：Matt Ermine
5. オヤスミのくちづけ (4:15)
  - 作詞：RYUJI IMAICHI、作曲：T-SK, RYUJI IMAICHI, HIROMI, BIG-F
6. I'm just a man (3:03)
  - 作詞・作曲：RYUJI IMAICHI, YVES&ADAMS
7. THROWBACK pt.2 (3:42)
  - 作詞：Kenn Kato, RYUJI IMAICHI, STY、作曲：Face 2 fAKE, STY
  - EXILEの「Your eyes only～曖昧なぼくの輪郭～」をサンプリング
8. ALT FUTURE LOVERS feat.☆Taku Takahashi (4:32) [Bonus Track]
  - 作詞：RYUJI IMAICHI, YVES&ADAMS、作曲：Matt Ermine
9. Highway to the moon(Night Tempo Melting Groove Mix) (3:15) [Bonus Track]
  - 作詞：RYUJI IMAICHI, YVES&ADAMS、作曲：Matt Ermine

### DVD/Blu-ray
1. INTRO 〜CHAOS CITY〜
2. FUTURE LOVERS (Music Video)
3. Highway to the moon (Music Video)
4. Highway to the moon〜FUTURE LOVERS (Behind The Scenes)